# Krämpfervorstadt
Krämpfervorstadt, Erfurt-Krämpfervorstadt – dzielnica miasta Erfurt w Niemczech, w kraju związkowym Turyngia.